# Elektroskop
Elektroskop je uređaj ili mjerni instrument kojim se može pokazati je li neko tijelo električki nabijeno. Sastoji se od kućišta (najčešće metalnoga) i metalne šipke koja na jednom kraju (izvan kućišta) ima metalnu kuglu ili pločicu, a na drugome (u kućištu) obješena dva tanka metalna listića. Šipka je na kućište pričvršćena s pomoću izolatora. Ako se kuglica elektroskopa dodirne nekim naelektriziranim tijelom, šipka će se nabiti elektricitetom, pa i listići na njezinu kraju. Budući da su listići nabijeni istom vrstom elektriciteta, međusobno će se odbijati i razmaknuti. Razmak listića to je veći što je veća količina naboja dovedena na kuglicu elektroskopa. Elektroskop sa zlatnim listićima prvi je konstruirao engleski svećenik Abraham Bennet 1787. U praktičnoj su upotrebi danas elektroskopi s umjerenom (baždarenom) skalom otklona, na kojoj se direktno čita napon, odnosno električni naboj, ovisno o izvedbi. Takvi elektroskopi zovu se elektrometri ili elektrostatski voltmetri. Zbog velike osjetljivosti elektrometri se upotrebljavaju kao dozimetri za mjerenja u nuklearnoj fizici (ionizacija), a i za mjerenja vrlo visokih napona. Elektrometri mogu biti izvedeni na razne načine: Braunov s jednim listićem, Wulfov s dvjema nitima od kvarca, Thomsonov kvadratni elektrometar i tako dalje.

### Elektroskop sa zlatnim listom
Elektroskop sa zlatnim listom se upotrebljava za otkrivanje statičkog elektriciteta. Ako se glava elektroskopa naelektrizira, onda se zlatni list odmakne od metalne šipke, jer imaju jednak električni naboj. Elektroskop se može iskoristiti za ispitivanje fotoelektričnog učinka. Ako glavu elektroskopa osvijetlimo ultraljubičastim svjetlom, doći će do izbijanja elektrona i zlatni listić će se približiti metalnoj šipki. Ovaj pokus je bitan za određivanje granične frekvencije ulaznog svjetla kod fotoelektričnog učinka.

## Slike
|                                                                                             |                                             |                                                                               |
| Elektroskop sa zlatnim listićima prvi je konstruirao engleski svećenik Abraham Bennet 1787. | Dijelovi elektroskopa sa zlatnim listićima. | Kolbeov elektrometar je preciznija izvedba elektroskopa sa zlatnim listićima. |